# Svetozar Pribićević
Svetozar Pribićević (en serbi: Светозар Прибићевић; (Kostajnica, 26 d'octubre de 1875 - Praga, 15 de setembre de 1936) va ser un polític serbi de Croàcia. Va ser un personatge cabdal pel que fa a la creació de Iugoslàvia i de la seva formació com a estat centralista. Tot i així, al cap de cert temps, canvià de parer i s'oposà llavors a aquesta visió de l'estructuració del país i alhora a la dictadura del rei Alexandre. Va morir exiliat a Txecoslovàquia el 1936.